# Andrea Pisano
Pour les articles homonymes, voir Pisano.
Andrea Pisano né Andrea da Pontedera (Pontedera, v. 1290 - Orvieto, 1348 ou 1349) est un orfèvre, un architecte et un sculpteur italien de la première moitié du XIVe siècle.Il est notamment l'auteur de la première porte (sud) de bronze du baptistère San Giovanni de Florence, et ses 28 scènes bibliques : la vie de saint Jean Baptiste et les allégories des Vertus cardinales et des Vertus théologales.

## Biographie
Avant 1330, il n'existe pas de documents sur l'activité ou bien la vie de l'artiste, néanmoins, son travail sur les portes du baptistère mettent en relief des influences siennoises. On a donc émis l'hypothèse qu'il aurait accompli son apprentissage auprès de l'orfèvre Andrea di Jacopo d'Ognabene. Il fut successeur de Giotto en 1337 pour la construction du campanile de la cathédrale Santa Maria del Fiore abandonné à sa mort en 1337. 

À partir de 1333, son activité s'étend à celle de sculpteur. En 1334, il exécute la matrice de sceau de l’Arte dei Baldrigai et il livre une Madone (Vierge à l'Enfant) pour le tympan du portail nord du campanile.
En 1341, Andrea quitte la ville pour Pise où il travaille en compagnie de ses fils Nino et Tommaso.
En 1347, il se rend à Orvieto, en Ombrie, où il meurt sans doute atteint de la peste.
Son meilleur élève est Andrea di Cione, dit Andrea Orcagna. Un autre de ses élèves doués Giovanni di Balduccio, a exécuté le tombeau de Sant'Eustorgio à Milan.

## Galerie

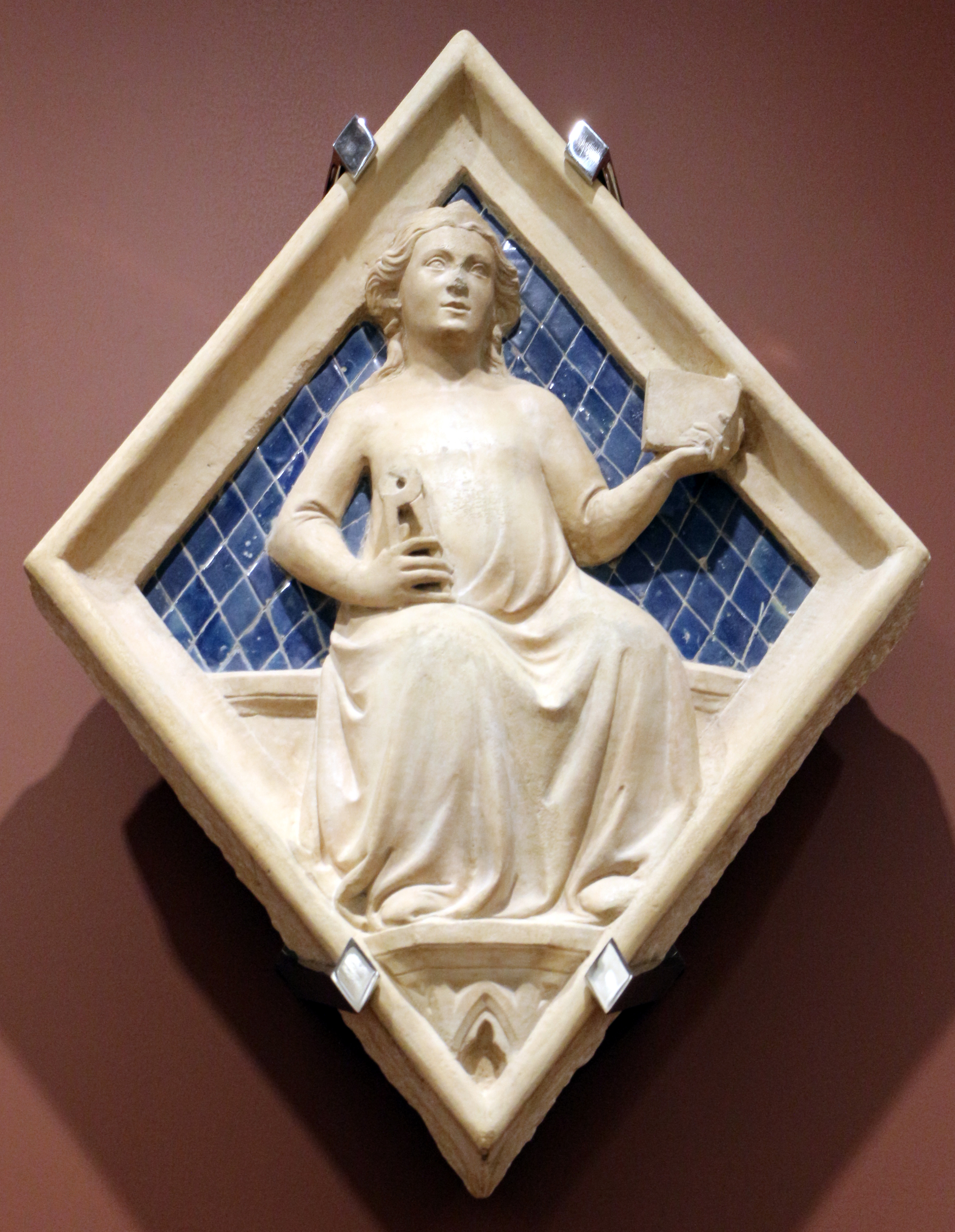
Geometria, 1343-60 ca.
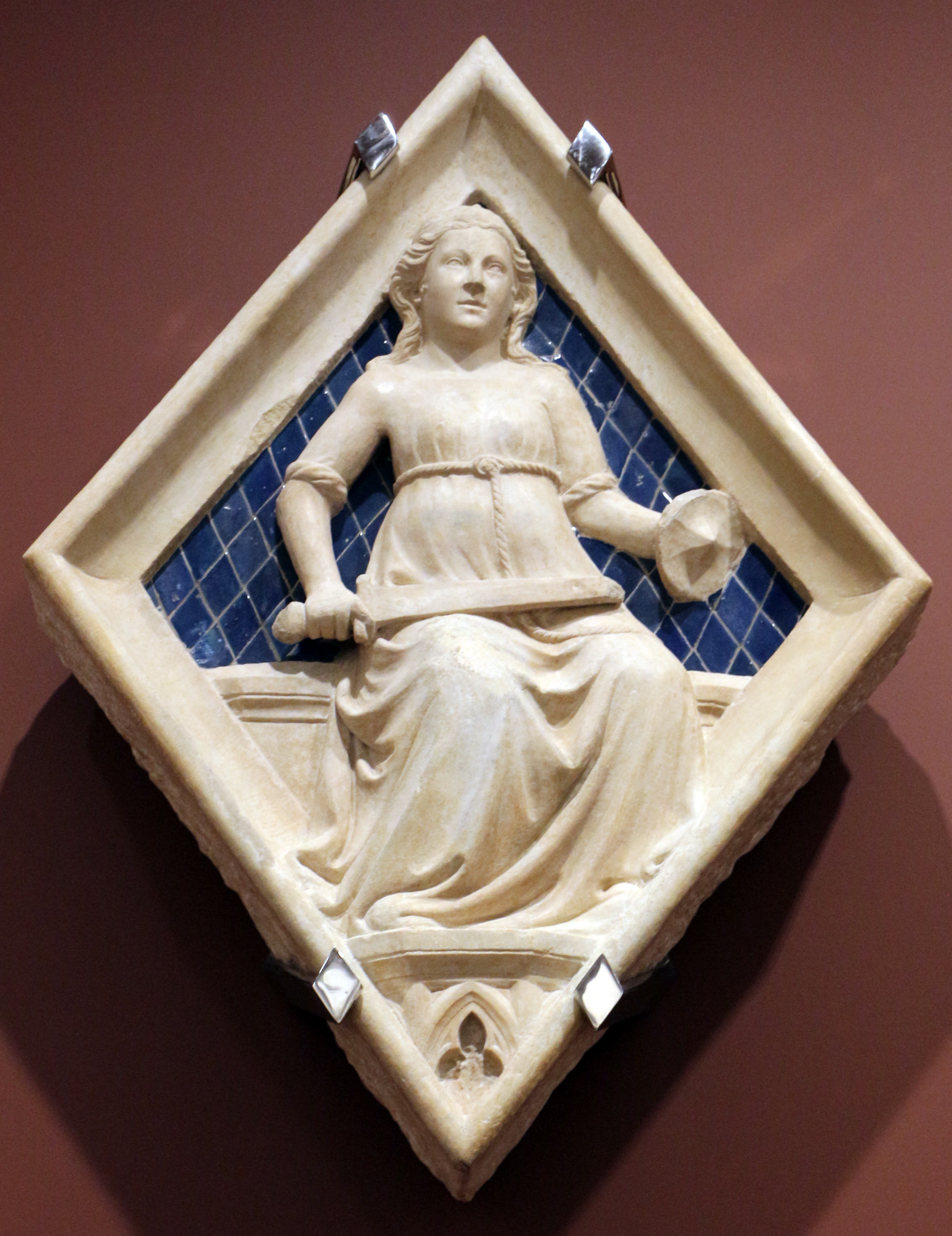
Retorica, 1343-60 ca.
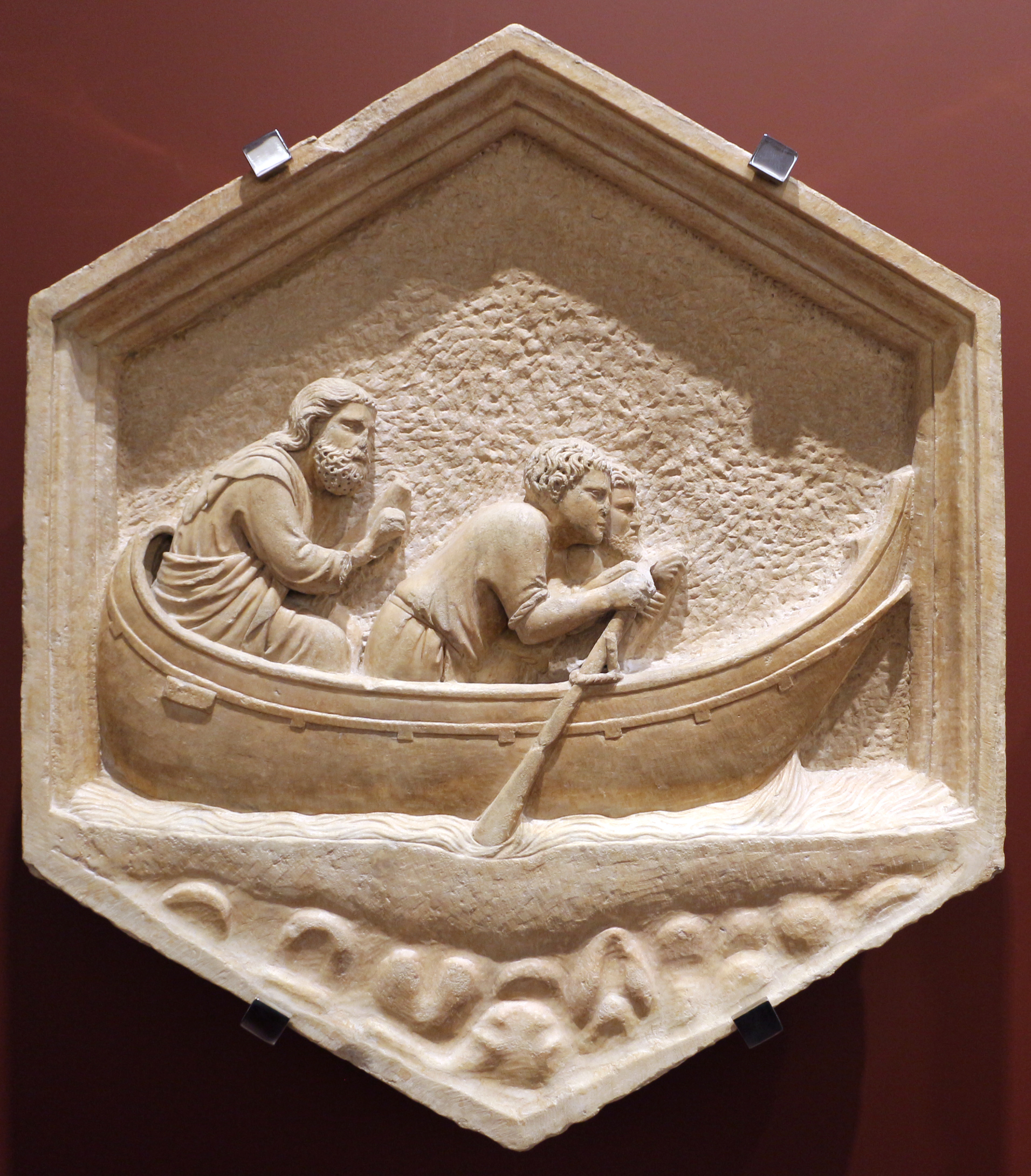
Navigazione, 1343-60
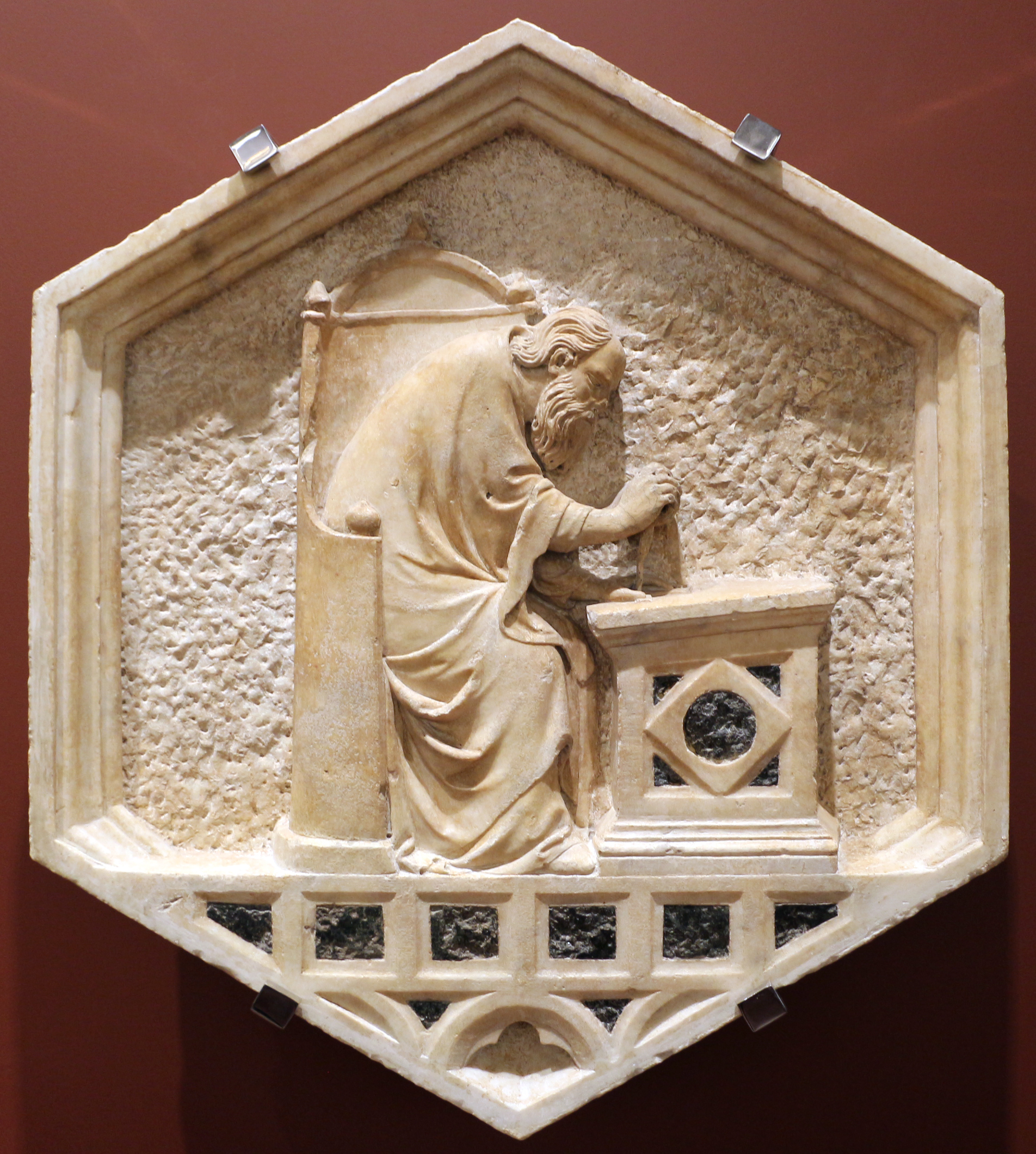
Architettura, 1348-50
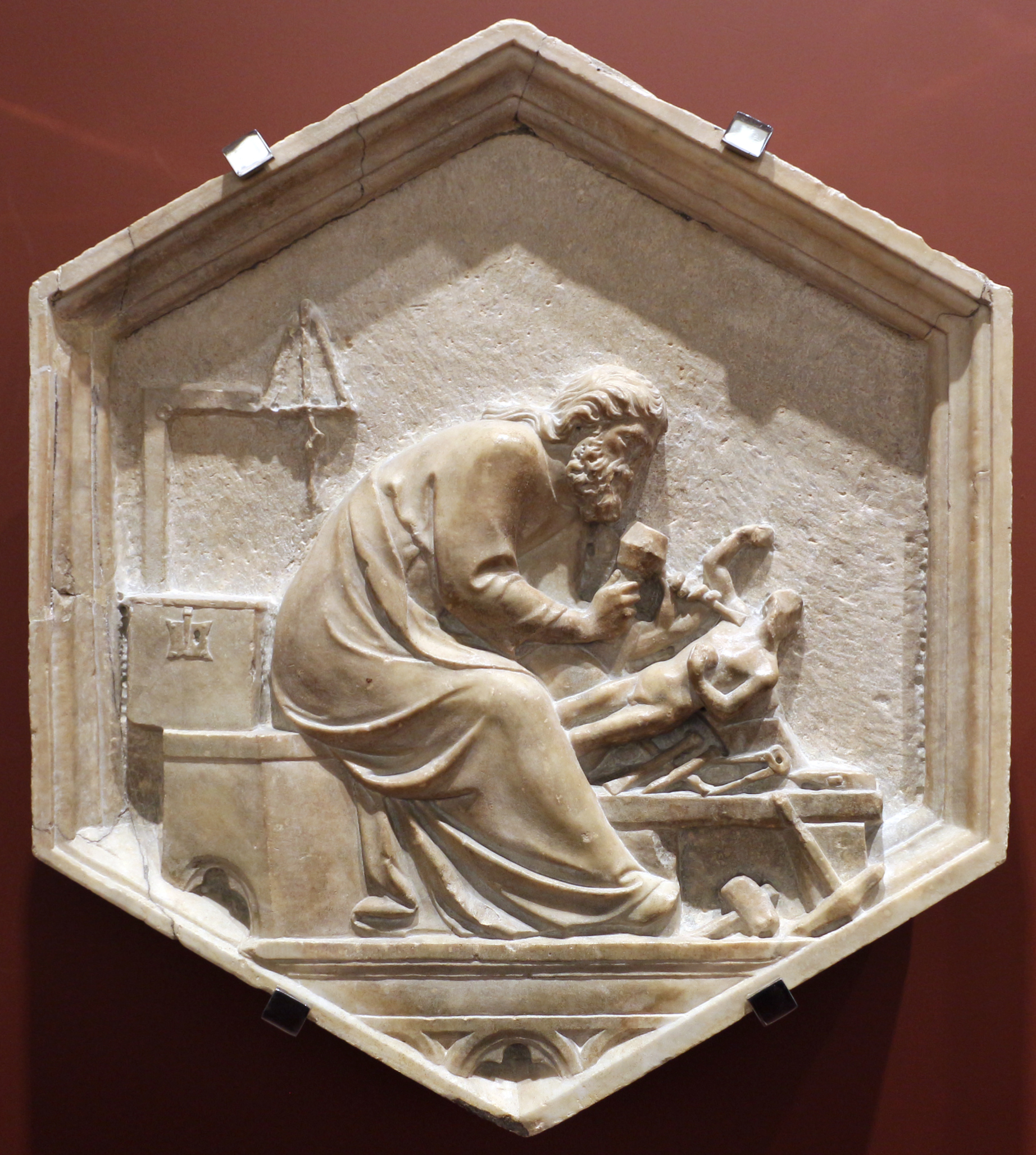
Fidia ovvero la scultura, 1348-50
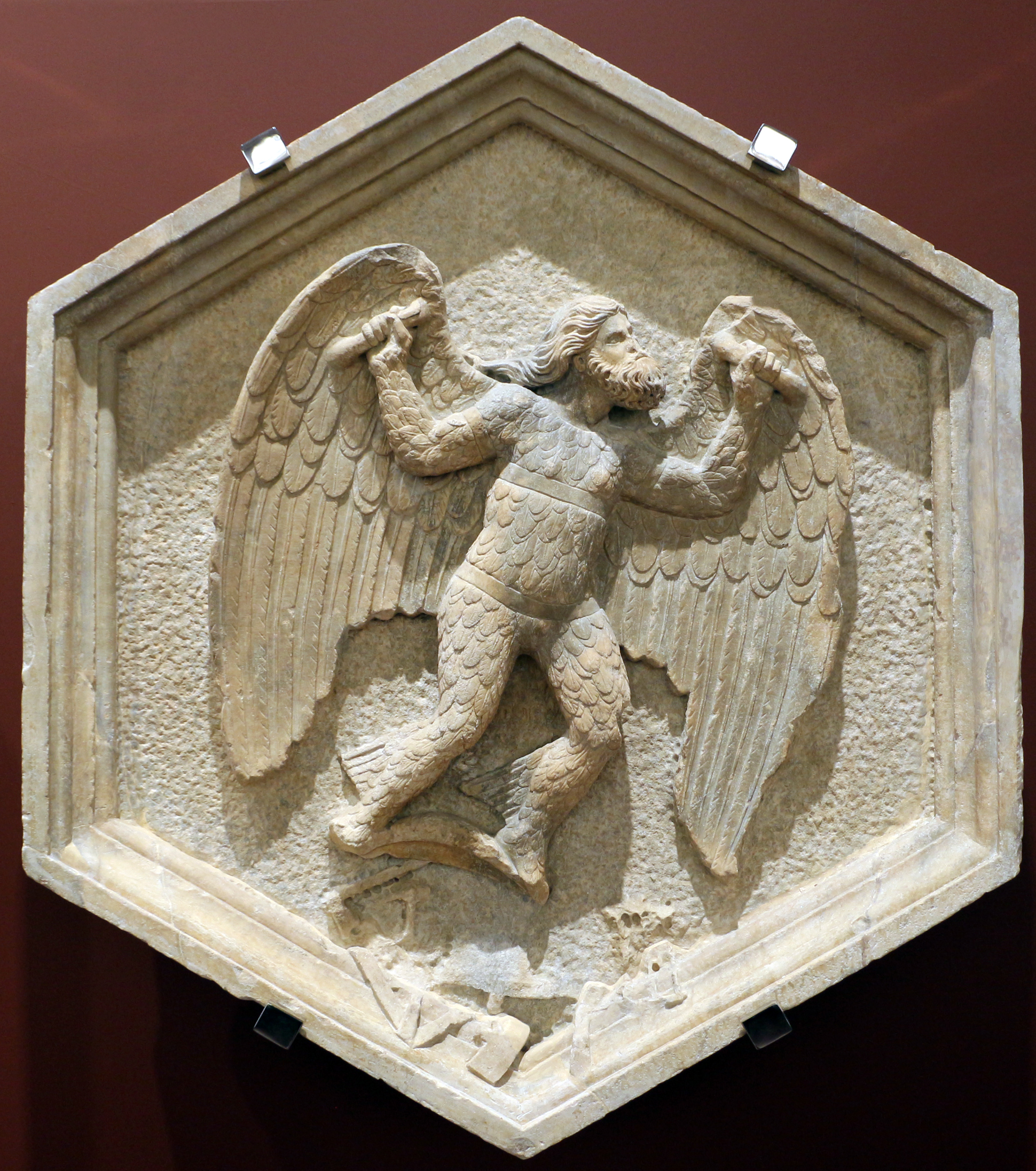
Dedalo ovvero la meccanica, 1348-50
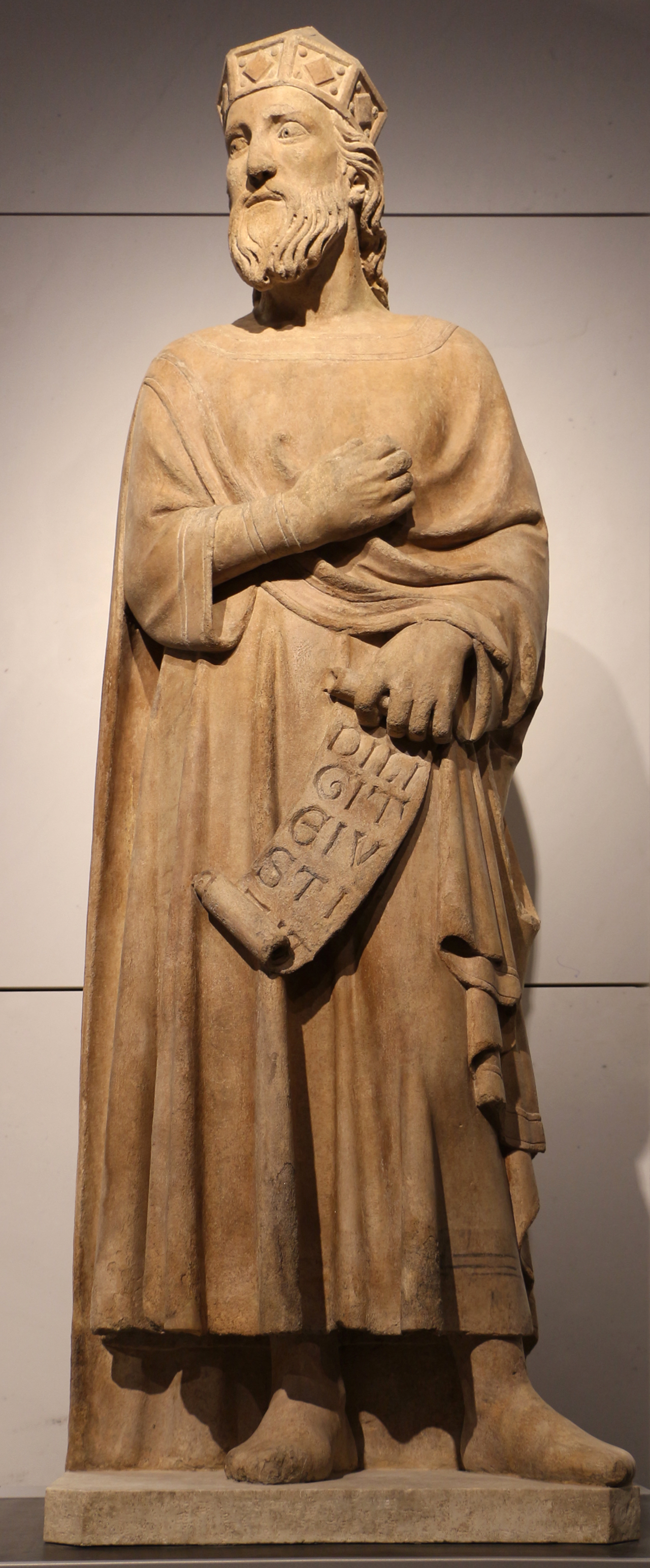
Re Salomone, 1337-41
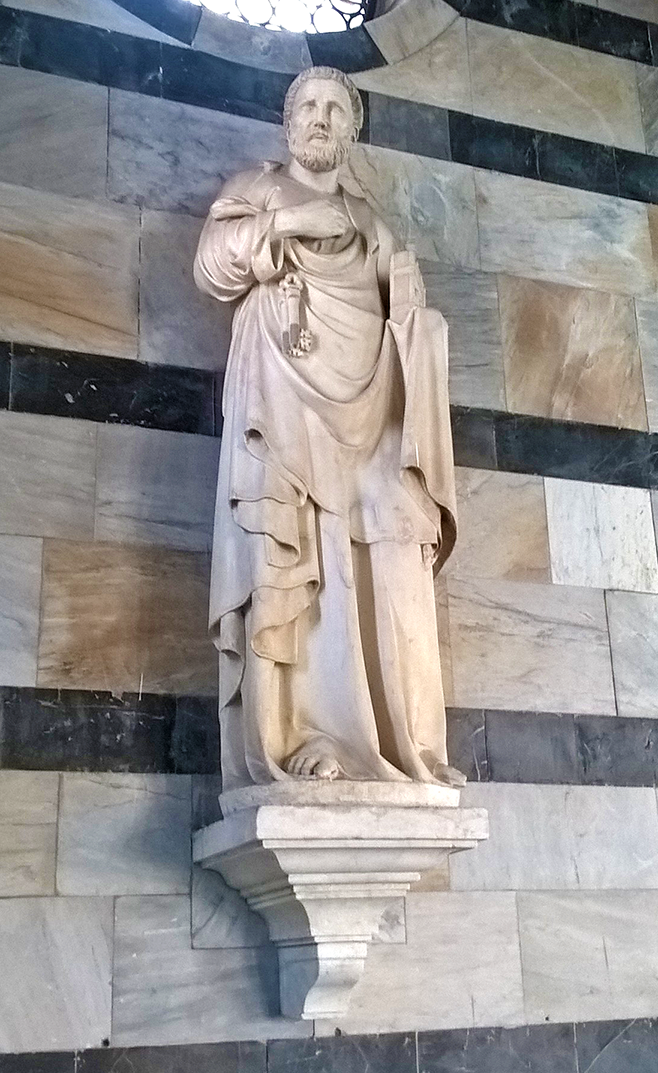
San Pietro, Pisa
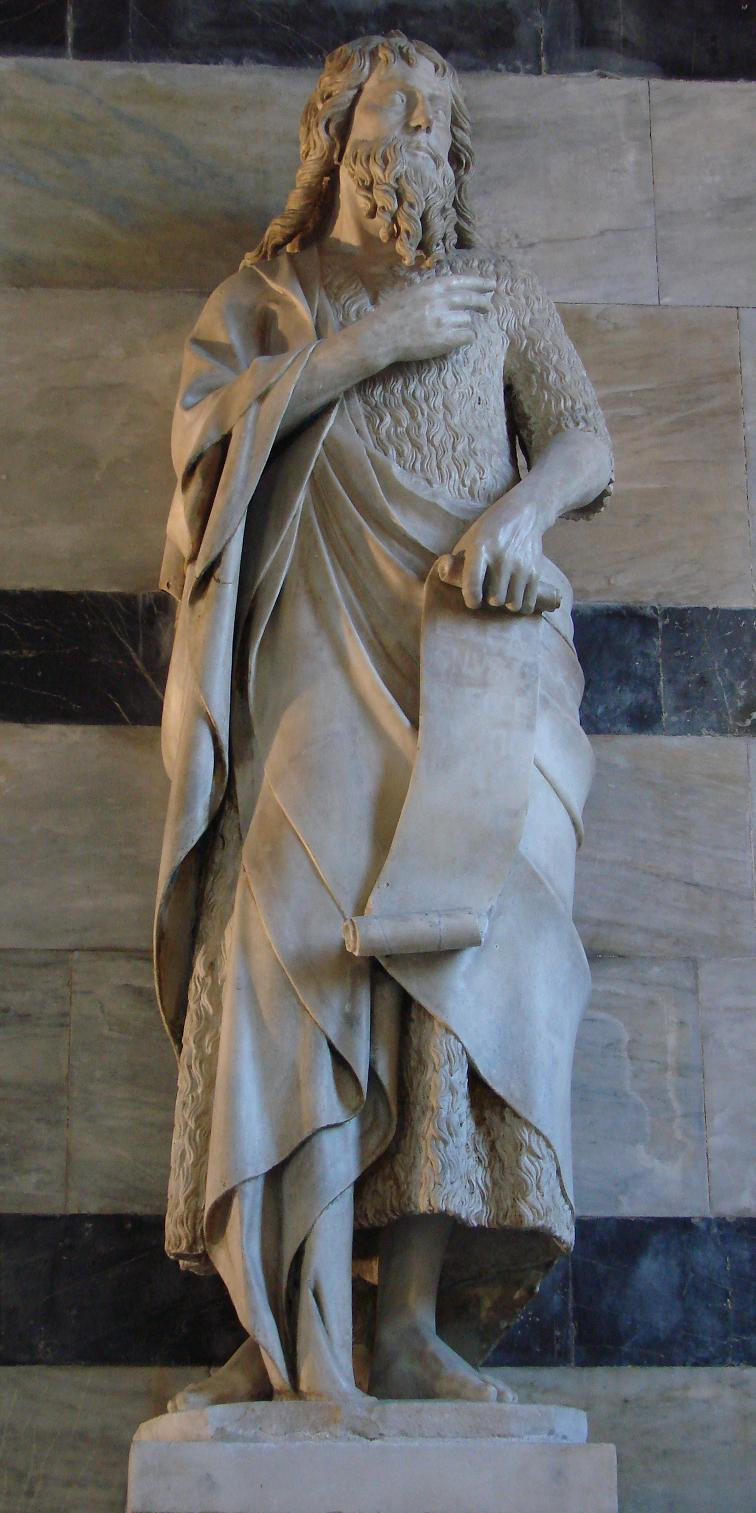
San Giovanni, Pisa
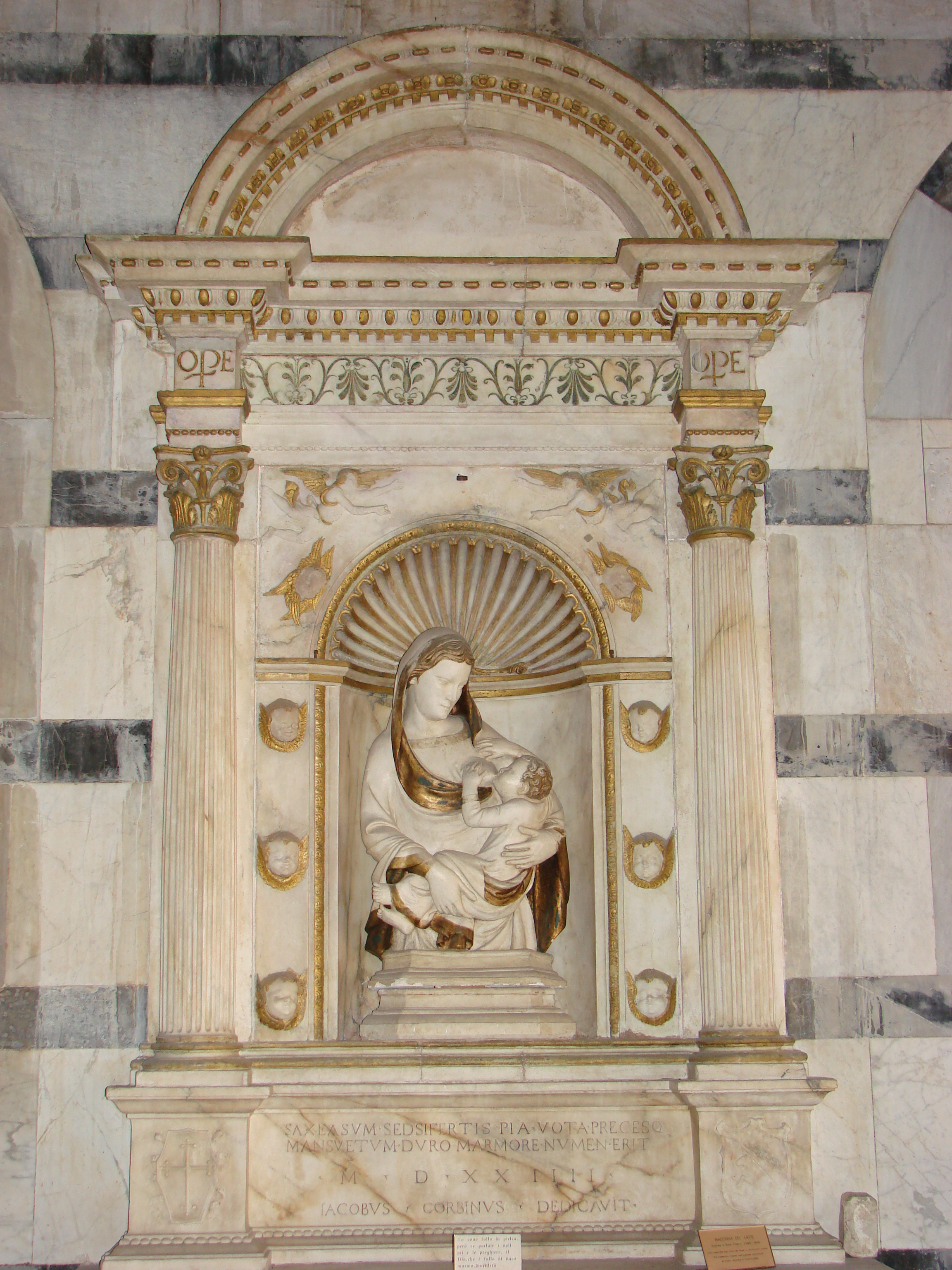
Madonna del Latte, Pisa

### Iconographie
- Andrea Pisano : porte du baptistère de Florence (photographie de Giraudon-Garanger) dans l'encyclopédie générale Larousse en 3 volumes (1968), Tome 3, p. 354.